# Dino Risi

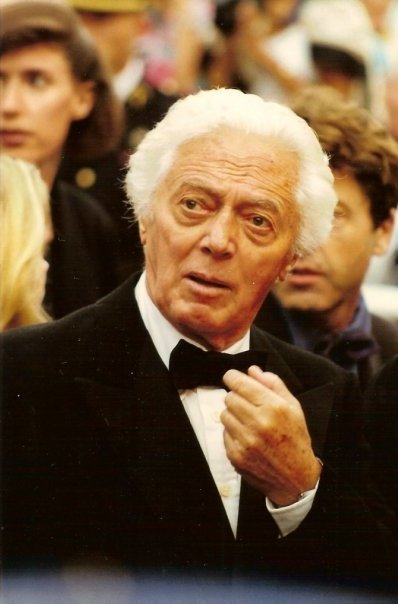
Dino Risi (1993)

Dino Risi (* 23. Dezember 1916 in Mailand; † 7. Juni 2008 in Rom) war ein italienischer Filmregisseur und Drehbuchautor.
Risi gilt als einer der Altmeister der Commedia all’italiana. Er arbeitete mit großen Schauspielern – darunter Sophia Loren oder Marcello Mastroianni – und gab ihnen zahlreiche Möglichkeiten für ikonische Auftritte. Eine besondere Bekanntheit erfuhr Der Duft der Frauen mit Vittorio Gassman (später US-amerikanische Neuverfilmung unter dem gleichen Titel Der Duft der Frauen).

## Leben
Risi traf nach einem Abschluss in Medizin, einer Ausbildung als Psychiater und Tätigkeiten als Kolumnist für Zeitungen 1940 Alberto Lattuada, der ihm einen Posten als Regieassistent beim Film Piccolo mondo antico anbot. Während des weiteren Kriegsverlaufes hielt er sich in der Schweiz auf, wo er in Genf Filmkurse bei Jacques Feyder belegte. Nach Ende des Krieges und zurück in Italien drehte Risi Kurzfilme, die bei prestigeträchtigen Festivals in Venedig und Brüssel gezeigt wurden. 1951 legte er, nach einigen Drehbüchern, sein Langfilmdebüt Vacanze col gangster vor. In den Folgejahren inszenierte er für die Titanus Film erfolgreiche Komödien, die Einflüsse des Neorealismus verarbeiteten und dramatische Situationen mit komisch-sentimentalen Aspekten versah (was auch als „rosa Neorealismus“ bezeichnet wurde). 1961 gilt wegen Risis Una vita difficile als das Geburtsjahr der Commedia all’italiana. Auch seine folgenden Werke zeigen deren innewohnende Komik, unterhalb der sich aber Kritik und Selbstkritik verbirgt, sarkastisch und ironisch formuliert. In den 1970er Jahren versuchte Risi deutlich Gegenwartsbezüge zu je aktuellen Stoffen einzuweben; seine Filme waren bis 1978 durchweg erfolgreich. Häufiger Filmeditor war Alberto Gallitti. Das Spätwerk ist sperriger und auch mit Fernseharbeiten angereichert.
Risi lebte in einer Suite eines bekannten römischen Hotels, seitdem er seine Frau Claudia verlassen hatte. Er veröffentlichte 2004 seine Autobiografie unter dem Namen I miei mostri. Seine Söhne Marco und Claudio sind ebenfalls Regisseure. Auch seine beiden Brüder Fernando und Nelo arbeiten als Kameramann bzw. als Regisseur und Drehbuchautor in der Filmbranche.

## Auszeichnungen
Risis Film Großmutter Sabella gewann 1957 auf dem Internationalen Filmfestival von San Sebastián die Goldene Muschel.
Der sehr erfolgreiche Film Verliebt in scharfe Kurven erhielt 1963 beim Mar del Plata Film Festival in Argentinien den Preis für die Beste Regie. Bei den Internationalen Filmfestspielen von Venedig 2002 wurde er mit dem Ehrenlöwen für sein Lebenswerk ausgezeichnet.

## Filmografie

### Regieassistent
- 1941: Old-Fashioned World (Piccolo mondo antico) – Regie: Mario Soldati

### Regie (Auswahl)
- 1946: I bersaglieri della signora (Kurzfilm)
- 1946: Barboni (Kurzfilm)
- 1948: Buio in sala (Kurzfilm)
- 1949: La montagna di luce (Kurzfilm)
- 1951: Das große Ferienabenteuer (Vacanze col gangster)
- 1953: Liebe in der Stadt (L'amore in città) – Episode: Paradiso per 4 ore
- 1955: Im Zeichen der Venus (Il segno di Venere)
- 1955: Liebe, Brot und tausend Küsse (Pane, amore e…)
- 1957: Ich lass mich nicht verführen (Poveri ma belli)
- 1957: Puppe mit Pfiff (Belle ma povere)
- 1957: Großmutter Sabella (La nonna Sabella)
- 1958: Giovanna
- 1958: Windhund von Venedig (Venezia, la luna e tu)
- 1959: Der Witwer (Il vedovo)
- 1960: Der Meistergauner (Il mattatore)
- 1960: Liebesnächte in Rom (Un amore a Roma)
- 1961: Das Leben ist schwer (Una vita difficile)
- 1961: Blumen für die Angeklagte (A porte chiuse)
- 1962: Verliebt in scharfe Kurven (Il sorpasso)
- 1963: La marcia su Roma
- 1963: I mostri
- 1964: Der Donnerstag (Il giovedì)
- 1965: Il Gaucho
- 1965: Die Puppen (Le bambole) – Episode: La telefonata
- 1965: Einmal zu wenig, einmal zu viel (I complessi) – Episode: Una giornata decisiva
- 1966: Unser Boß ist eine Dame (Operazione San Gennaro)
- 1966: Unsere Ehemänner (I nostri mariti)
- 1967: Il tigre
- 1968: Il profeta
- 1970: Die Frau des Priesters (La moglie del prete)
- 1971: Abend ohne Alibi (In nome del popolo italiano)
- 1973: Ein Scheiß-Wochenende (Mordi e fuggi)
- 1973: Sesso matto – Niemand ist vollkommen (Sessomatto)
- 1974: Der Duft der Frauen (Profumo di donna)
- 1976: Telefoni bianchi
- 1977: Anima persa
- 1978: Ein Sack voller Flöhe (Primo amore)
- 1979: Caro papà
- 1980: Sunday Lovers
- 1981: Die zwei Gesichter einer Frau (Fantasma d'amore)
- 1984: Der dicke König Dagobert (Le Bon roi Dagobert)
- 1984 … und das Leben geht weiter (… e la vita continua)
- 1985: Scemo di guerra
- 1987: Teresa und die Männer (Teresa)
- 1988: Cesira – Eine Frau besiegt den Krieg (La ciociara) (Fernsehfilm)
- 1988: Die Kraft zu leben (Il vizio di vivere) (Fernsehfilm)
- 1990: Opa spielt verrückt (Tolgo il disturbo)